# Edmond DeClou
Edmond DeClou (ur. 25 grudnia 1986 w Gujanie) – gujański bokser wagi średniej.

## Kariera zawodowa
Jako zawodowiec zadebiutował 27 czerwca 2009 roku. Jego przeciwnikiem był rodak Kwesi Jones. W czterorundowym pojedynku, jednogłośnie na punkty zwyciężył DeClou.
28 lutego 2010 roku przegrał po raz pierwszy w karierze. Pokonał go w rewanżu, przez TKO w 4. rundzie Kwesi Jones.
29 lipca 2011 roku został tymczasowym mistrzem kraju w wadze super średniej. Pokonał w 10-rundowym pojedynku, jednogłośnie na punkty Joela McRae, którego pokonał również w 2010 roku.
29 października 2011 roku zdobył tytuł mistrza kraju w wadze średniej. Pokonał na punkty popularnego rodaka Howarda Eastmana. Eastman, który w przeszłości zdobywał m.in. mistrzostwo europy, nie zdołał pokonać młodszego o ponad 16 lat rodaka
25 lutego 2012 roku zdobył pas WBC CABOFE w wadze średniej. Jego rywalem był Kelvin Placide. DeClou już w 1. rundzie posłał na deski rywala, jednak ten zdołał dotrwać do gongu. Koniec nastąpił w 9. rundzie, gdzie liczony po raz kolejny Placide został poddany przez sędziego, przegrywając przez TKO.
29 czerwca 2012 roku obronił po raz pierwszy tytuł mistrza kraju, pokonując jednogłośnie na punkty w 12 rundowym pojedynku Joela McRae'a. Był to trzeci pojedynek tych zawodników, dwa poprzednie pojedynki również wygrał DeClou.